# Westfälische Landeszeitung – Rote Erde
Die Westfälische Landeszeitung – Rote Erde war das amtliche Organ der NSDAP und sämtlicher Behörden des Gaus Westfalen-Süd mit Sitz in Bochum.
Die Westfälische Landeszeitung – Rote Erde erschien vom 30. Januar 1934 bis zum 22. April 1945 täglich in Dortmund. Es handelte sich um eine Kombination aus einem Amtsblatt und einer Parteizeitung der NSDAP und spiegelte damit die Übernahme staatlicher Funktionen durch die NSDAP wider.
Sie übernahm den enteigneten General-Anzeiger für Dortmund, der vom 21. April 1933 bis zum 29. Januar 1934 mit dem Untertitel Rote Erde vertrieben wurde.

## Rote Erde
Vorgängerin als Parteizeitung vor der Machtergreifung war die Rote Erde, die mit den Zusätzen Bochumer Nationalzeitung, Beobachter für Hagen und das Sauerland, Dortmunder Nationalanzeiger, Kampfblatt für nationalsozialistische Politik vom 2. Februar 1931 bis zum 2. Mai 1933 täglich von Josef Wagner in Bochum herausgegeben wurde. Geschäftsführer war der spätere Herner Oberbürgermeister Albert Meister. Die Zeitung war das nationalsozialistische Organ für den Gau Westfalen-Süd. Unter anderem wegen Verächtlichmachung des Reichspräsidenten Paul von Hindenburg wurde sie im Jahre 1931 mehrfach verboten. Ihr Chefredakteur Otto Piclum wurde am 24. März 1933 zum Staatskommissar für Bochum ernannt und später Oberbürgermeister der Stadt.
Von Juli 1919 bis April 1922 war in Dortmund mit einem ähnlichen Titel bereits die der DNVP nahestehende Wochenzeitung Die Rote Erde – Deutsche Zeitung zur Förderung des Heimatsinns und der Vaterlandsliebe herausgegeben worden.